# Emile Griffith

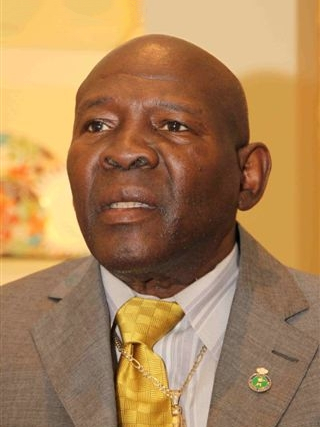
Emile Griffith

Emile Griffith, född 3 februari 1938 i Saint Thomas, Amerikanska Jungfruöarna, död 23 juli 2013 i Hempstead, Nassau County, New York, var en amerikansk proffsboxare. Han var världsmästare i weltervikt och mellanvikt. Hans professionella boxarkarriär varade 1958-1977 och omfattade fler titelmatchronder än någon annan nu levande boxares. 
Trots sin status som "legend" i boxningsvärlden och sitt rykte som en av de tekniskt mest eleganta boxarna genom tiderna, hade Griffith en anmärkningsvärt dålig matchstatistik. Han förlorade nämligen 24 av sina 111 matcher (2 oavgjorda) och i sina 80 matcher efter 1962 noterade han endast 12 segrar på knockout. Det påstås dock ofta att Griffiths dåliga knockoutstatistik var fullt avsiktlig och resultatet av en tragisk olyckshändelse.
Griffith fick nämligen den tvivelaktiga äran att bli den första som har dödat en människa i direktsändning i TV, då han 24 mars 1962 knockade Benny Paret i en titelmatch så grundligt att denne avled nio dagar senare utan att ha återfått medvetandet.
Händelsen blev mycket omdebatterad och ledde bland annat till ett långt avbrott för proffsboxningen i flera av de större amerikanska TV-bolagen. Det påstås att Griffith fick ett raserianfall då Paret upprepade gånger pikat honom för hans påstådda homosexualitet. Griffith har alltid förnekat att han avsiktligt skadade Paret, trots att matchfilmen visar att den redan medvetslöse Paret endast hålls uppe av repen genom att Griffith slår honom mot dem i snabbt tempo mer än 20 gånger utan att Paret kan besvara slagen. Boxningsexperter är tämligen eniga om att matchdomaren var huvudskyldig till Parets död, då han inte bröt matchen fast det var uppenbart att Paret var försvarslös redan efter de första 5-6 slagen.
Griffith har både före och efter händelsen vägrat uttala sig om sin sexuella läggning. Griffith led av svår demens av den för boxare vanliga typen (dementia pugilistica).